# 羅斯科 (內布拉斯加州)
羅斯科（英語：Roscoe）是位於美國內布拉斯加州基斯縣的普查規定居民點。

## 歷史
羅斯科的郵局於1909年設立，其後於1975年停運。

## 人口
根據2020年美國人口普查的數據，羅斯科的面積為0.41平方千米，皆為陸地。當地共有人口44人，而人口密度為每平方千米107.32人。